# Ivankovac
Ivankovac (em cirílico: Иванковац) é uma vila da Sérvia localizada no município de Ćuprija, pertencente ao distrito de Pomoravlje, na região de Veliko Pomoravlje. A sua população era de 218 habitantes segundo o censo de 2011.

## Demografia
| 1948 | 1953 | 1961 | 1971 | 1981 | 1991 | 2002 | 2011 |
| ---- | ---- | ---- | ---- | ---- | ---- | ---- | ---- |
| 271  | 382  | 362  | 328  | 315  | 307  | 267  | 218  |